# Phylica dodii
Phylica dodii là một loài thực vật có hoa trong họ Táo. Loài này được N.E. Br. miêu tả khoa học đầu tiên.